# HTC Wildfire
El HTC Wildfire es un teléfono inteligente desarrollada por el HTC Corporation, que fue anunciado el 17 de mayo de 2010 y lanzado en Europa en junio del mismo año. Es alimentado por un procesador Qualcomm a 528 MHz y ejecuta el sistema operativo Android, versión 2.1. Incluye un TFT LCD, pantalla táctil capacitiva y una cámara de 5 megapíxeles. Se ha descrito como un "Mini HTC Desire".

## Disponibilidad
Lo anunciaron las compañías:
- En Europa: Meteor, Play Mobile, T-Mobile, 3 (Hutchison 3G), Vodafone, Telenor[3] y Virgin Mobile.[4][5]
- En Australia: Telstra.[6]
- En Taiwán: Taiwan Mobile.[7]
- En Malasia: Maxis.[8]
- En India, está disponible por 15.000 rupias
- En México: Distribuido por Iusacell bajo el nombre incorrecto de HTC Desire A.[9]

## Nombre
El nombre de "Wildfire" se decidió en una encuesta en Facebook, lo que resultó en el 50% de los votos de "Wildfire" y 24% para "Zeal" en el segundo lugar.

## Disponibilidad de software clave
| Software                     | Disponibilidad         |
| ---------------------------- | ---------------------- |
| Lector de correo electrónico | Sí                     |
| Android Market               | Sí                     |
| Buscador por voz             | Sí (requiere descarga) |
| Buscador por foto            | Sí (requiere descarga) |
| Navegador GPS                | Sí                     |
| Google Maps                  | Sí                     |
| Facebook                     | Sí                     |
| Twitter                      | Sí                     |
| Skype                        | Sí (requiere descarga) |
| Google Latitude              | Sí                     |
| Lector de códigos QR         | Sí (requiere descarga) |